# Blas de Sebaste
Blas de Sebaste, venerado como san Blas (armenio: Սուրբ Վլասի, Soorp Vlasi; griego: Άγιος Βλάσιος, Agios Vlasios), fue un médico, obispo de Sebaste (Sebastensis armenorum) en Armenia (actual Sivas, Turquía) y mártir cristiano. Hizo vida eremítica en una cueva en el bosque del monte Argeus, que convirtió en su sede episcopal. Fue torturado y ejecutado en la época del emperador romano Licinio, durante las persecuciones a los cristianos de principios del siglo IV.
Su culto se extendió por todo Oriente, y más tarde por Occidente. En la Edad Media, se llegaron a contabilizar solamente en Roma 35 iglesias bajo su advocación. Su festividad se celebra el 3 de febrero en las Iglesias de Occidente y el 11 de febrero en las de Oriente. San Blas tiene el honor de ser uno de los catorce santos auxiliadores (para la Iglesia católica) y de los santos anárgiros (para la Iglesia ortodoxa).
Se lo considera patrono de los enfermos de garganta (faringe) y de los otorrinolaringólogos. También es patrono de la República del Paraguay, de numerosas localidades españolas y de Dubrovnik (Croacia). En esta ciudad, su festividad es emblemática y casi milenaria (se remonta como mínimo al año 1190) y se incorporó en 2009 a la lista del patrimonio cultural inmaterial de la Humanidad por la UNESCO.

## Hagiografía
Según la tradición, Blas de Sebaste era conocido por su don de curación milagrosa, que aplicaba tanto a personas como a animales.
Salvó la vida de un niño que se ahogaba al clavársele en la garganta una espina de pescado. Este sería el origen de la costumbre de bendecir las gargantas el día de su fiesta el 3 de febrero.

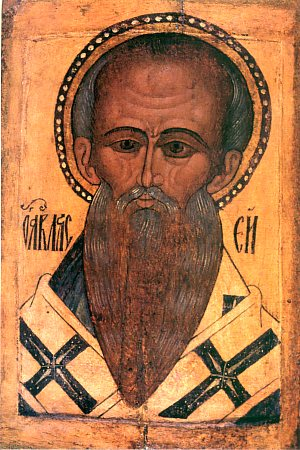
Icono ruso del, que representa a Blas de Sebaste.

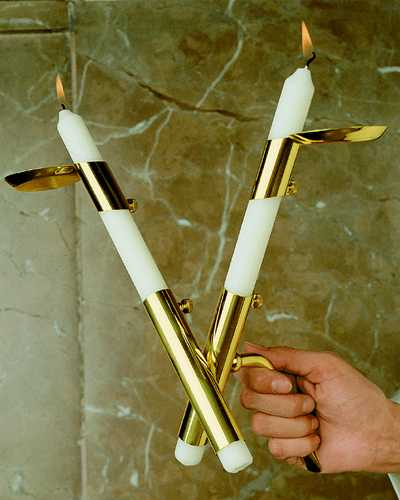
Candelabro con dos velas cruzadas, utilizado en la celebración de la bendición de las gargantas en la festividad de San Blas.

Se le acercaban también los animales enfermos para que los curase, pero en cambio no lo molestaban durante su tiempo de oración.
Cuando llegó a Sebaste la persecución de Agrícola (gobernador de Capadocia) contra los cristianos (la última persecución romana), sus cazadores fueron a buscar animales para los juegos de la arena en el bosque de Argeus y encontraron muchos de ellos esperando fuera de la cueva donde moraba el santo. Allí encontraron a Blas en oración y lo detuvieron.
Agrícola trató sin éxito de hacerle renegar de su fe. En la prisión, Blas sanó a algunos prisioneros. Entonces el gobernador mandó matarlo y fue arrojado a un lago. Pero Blas, de pie sobre la superficie (como el milagro atribuido también a Jesucristo), invitó a sus perseguidores a caminar sobre las aguas y así demostrar el poder de los "dioses" en los que creían. Pero todos se ahogaron. Cuando volvió a tierra (por orden de un ángel), fue torturado (colgado de un poste y lacerado con rastrillos de cardar) y finalmente decapitado. Según el Diccionario de los Santos, las Actas de este mártir carecen de consistencia histórica, pero fueron muy populares a partir de la Alta Edad Media, tanto en Oriente como en Occidente, donde llegaron a través de diversas traducciones latinas de un texto griego.
Su culto se extendió pronto por toda la iglesia. Es costumbre popular invocarle particularmente para remediar afecciones de la garganta.

## Iconografía
Se le representa con:
- Un cerdo
- Un león
- Un niño aproximando su mano a su garganta afectada.
- Cirios entrecruzados (su fiesta es justo el día después de la Candelaria).
- Cuerno
- Mitra
- La palma de martirio
- Rastrillo de cardar

## Tradiciones
Su festividad litúrgica se celebra el 3 de febrero en Occidente y el 11 de febrero en Oriente.

### En México
- En San Blas Atempa (Oaxaca) es el patrón de la localidad. El día 3 de febrero se realiza la víspera de San Blas; una de las fiestas titulares del pueblo y la que dura más tiempo (seis días) gracias a la importancia del evento. Las mujeres lucen sus trajes regionales y “los motocarros” y carretas de toros acompañan a los mayordomos, 'shuanas' y 'shelashuanas' a dar un recorrido por las calles de la Villa de San Blas Atempa.

- En Pabellón de Hidalgo o Hacienda de Pabellón, comunidad del municipio de Rincón de Romos en el estado de Aguascalientes, el santo patrono de su templo es San Blas, el templo cuenta con un retablo ultrabarroco o anastilos, este es una de las obras más importantes en cuanto a este estilo se refiere que posee el país y ejemplo único en el estado.

- Existe el municipio de San Blas en el estado de la costa pacífico Nayarit. Es un apostadero naval de embarcaciones pequeñas, así como hermosas playas casi vírgenes con pequeños comercios restauranteros que ofrecen platillos típicos del lugar. el Santo patrono es conmemorado en su día con diversas festividades por los feligreses y la tradicional puesta de velas en la garganta para protección de enfermedades respiratorias durante todo el año.

### En España

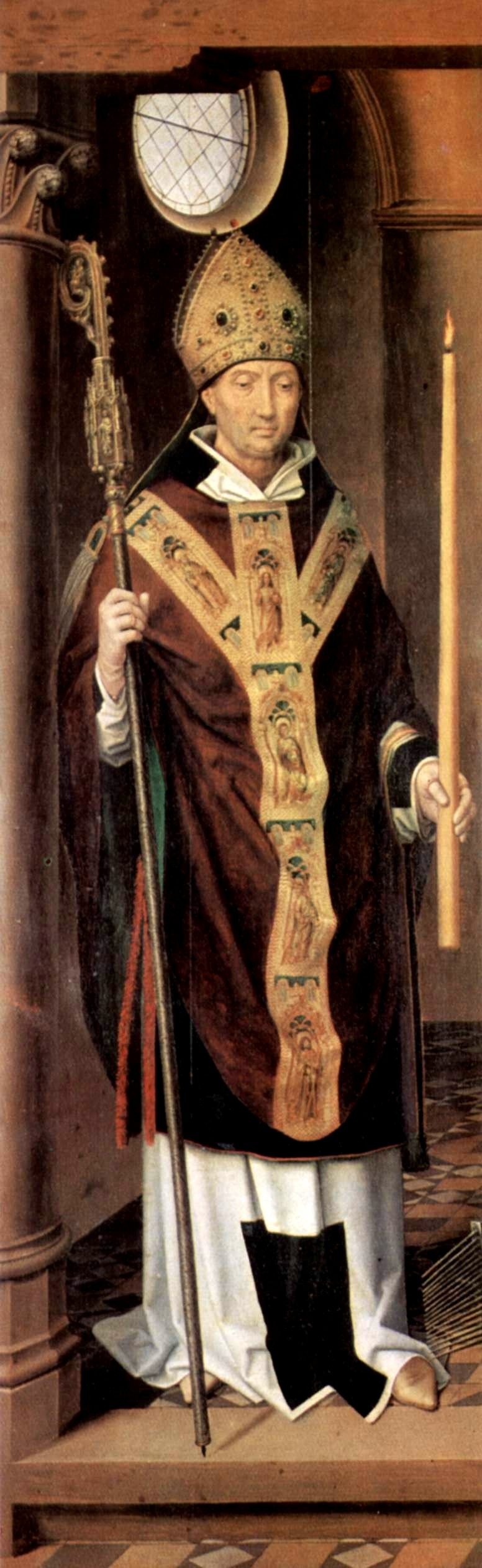
San Blas, pintado por Hans Memling en 1491. Situado anteriormente en la Catedral de Lübeck, ahora se encuentra en el Museo de St. Annen en Lübeck, Alemania.

#### Celebraciones asociadas al 3 de febrero
En Toril Cáceres se celebra el día tres de Febrero con la procesión de San Blas con los cordones hechos en el pueblo y posteriormente   bendecidos por el Santo al que se le reconocen curaciones de enfermedades de garganta.
● En el castizo barrio de Santa Eulalia de Murcia. En este tradicional barrio del centro de Murcia, se celebra la festividad de San Blas con la imposición de velas en la garganta y la venta de rollos y sanblasicos (para evitar los males de garganta). Celebración muy antigua ligada al antiguo convento trinitario de la ciudad, donde se conservaba y recibía veneración la portentosa imagen salzillesca de San Blas. El día 2 de febrero se realiza una procesión por el Barrio de Santa Eulalia con las imágenes de San Blas, San José y la Virgen de la Candelaria.
- En La Puebla de Cazalla se celebra el día 3 de febrero San Blas y todo el pueblo se congrega a las puertas de la Iglesia de Nuestra Señora de las Virtudes, para bendecir los tradicionales Roscos de San Blas.
- En Oviedo se celebra desde al menos el siglo XVI, cuando se funda una cofradía en honor del obispo de Sebaste para venerar la reliquia que se custodiaba en el convento de La Vega (hueso del antebrazo). Expulsadas las monjas en 1854 de su cenobio, la costumbre de besar la reliquia siguió celebrándose desde entonces en el monasterio de San Pelayo, donde fueron acogidas las religiosas. Durante toda la jornada las monjas "pelayas" venden las célebres y típicas "rosquillas de San Blas", elaboradas artesanalmente en el convento (hasta 16.000 despacharon en el año 2016).
- En Espejo (Córdoba) se hacen en todas las panaderías roscas de pan que, junto con los demás panes que se compran para el día, se llevan a bendecir para proteger de enfermedades de garganta (el "garrotillo"). En algunas ocasiones, se lleva a la Virgen de la Candelaria, que se festejó y procesionó el día anterior, por todas las calles del pueblo bendiciendo los panes casa por casa. También los coches de las panaderías que van distribuyendo el pan por las calles son bendecidos a su encuentro.
- En Zaragoza  se celebra en el barrio de S. Pablo y es tradición comer un roscón en su honor.
- En Ateca (Zaragoza) un personaje semigrotesco, llamado «La Máscara», con un traje con los colores de la bandera de Aragón (rayas amarillas y rojas), lleva un sable y un escudo de madera para protegerse de las manzanas que le lanzan los niños subiendo al cerro de San Blas. Después, lo rodean en un gran corro y juntos, Máscara y pequeños, corren ladera abajo hasta llegar a la ermita del santo. Los dulces completan la tradición.
- En Los Yébenes (Toledo) es el patrón de la localidad. El día 3 de febrero se realiza una romería con concurso de migas, rifas de objetos varios y procesión de subida del santo a su ermita (situada en una colina).
- En Benaocaz (Cádiz) las fiestas se remontan al siglo XVII y tienen su eje central en la procesión, en la que cantan y bailan piezas tradicionales folklóricas, como "la ferigonza" y "abandolao". Lo que resulta más llamativo al visitante es ver cómo se "baila al santo". Toda una mezcla de lo pagano con lo religioso. El santo en su recorrido va acompañado de charangas que interpretan temas alegres y bulliciosos,  balanceándolo. Hasta hace pocos años se ofrecían al santo las tradicionales chacinas y "rosquillas de San Blas", que al final de la procesión se entregaban a los "quintos" (jóvenes que en ese año eran llamados para el servicio militar). Además en torno a la fiesta, tiene lugar también la suelta de toros, normalmente enmaromados,  por las calles de la localidad.
- En Carrión de los Condes (Palencia) se mantiene la curiosa tradición de 'rodar la naranja'. Esta actividad es la más original de la festividad de San Blas en la localidad palentina, que comienza con una misa en la iglesia del monasterio de Santa Clara en honor al santo. Tras la eucaristía, los asistentes besan las reliquias de San Blas y, posteriormente, los más pequeños de la localidad juegan con una naranja en la puerta del templo.[6] Esta tradición asienta sus raíces en una leyenda protagonizada por el Cid Campeador. Según este relato, Rodrigo Díaz de Vivar se acercó, cargado de naranjas, hasta Carrión de los Condes para ver a sus hijas, pero este no las vio. Entonces, lanzó las frutas al suelo y empezó a gritar hasta quedarse sin voz. Ante esta situación, los jóvenes corrieron detrás de las naranjas para recogerlas, puesto que no eran muy habituales en la localidad. Por su parte, el Campeador se marchó de tierras carrioneses, pero antes de abandonar Carrión se paró en el monasterio de Santa Clara, donde besó las reliquias de San Blas y recuperó la voz. Ni que decir tiene que esta leyenda es falsa. Es muy difícil, por no decir imposible, que Rodrigo Díaz de Vivar (muerto en 1099) pasará por un monasterio fundado en el siglo XIII.[7] Por último, las religiosas clarisas venden durante toda la tarde repostería especial, como los cuellos de San Blas.
- En Calmarza (Zaragoza) se celebra el primer sábado de febrero donde sale en procesión junto a los pendones. Por la noche el pueblo hace una hoguera gigante en la Plaza Mayor en honor al venerado santo, además patrón de la localidad. En estas fechas acuden más de 150 personas a la localidad.
- En Albalate de las Nogueras (Cuenca) se celebra con una gran hoguera la noche del día 2 de febrero. El día 3 de febrero se subastan "los royos" dulces similares al roscón de Reyes en la Plaza Mayor que anteriormente han sidos dados en ofrenda al santo y posteriormente bendecidos. Por la noche, verbena.
- En Colmenar (Málaga) se celebra el primer domingo de febrero donde sale en procesión junto a la virgen de la Candelaria, y ambas imágenes se encuentran en las calles del pueblo durante diez horas, ya que ambos son los patrones de esta villa. Este día la población puede llegar a triplicarse debido a los visitantes. El día 3 de febrero es costumbre en Colmenar asistir a la eucaristía en honor de san Blas en la que todos los colmenareños suelen traer sus rosquillas para que el presbítero pueda bendecirlas. Además los Amigos de San Blas, asociación que se encarga de organizar los preparativos de san Blas, llevan rosquillas para todos los asistentes.
- En Robledollano (Cáceres) se celebra el 3 de febrero día de san Blas se comienza la festividad del santo y patrón del pueblo con una misa y una procesión acompañada de la Charanga. El día 4 de febrero, es el día de san Blasito y se celebra con el famoso Pasacalles de los Cabezudos en compañía de la Charanga, es un día para los niños. La festividad del santo, finaliza el día 5 de febrero, día de san Blasón, un día más familiar y menos festivo en Robledollano.
- En Líjar (Almería) se celebra san Blas los días 3 de febrero y 29 de septiembre. Esto ocurre porque, según cuenta la leyenda, varias enfermedades estaban acabando con los habitantes de los pueblos de alrededor y este santo hizo que no se contagiara ningún habitante de este pueblo, por esta razón se celebra esta fiesta dos veces al año.

En la celebración se hace una misa y después una procesión por todo el pueblo; por último, antes de encerrar al santo, la banda de música del pueblo toca música y la figura del santo "baila".
También, algo muy tradicional de este pueblo es poner y acercar roscas de pan con un lazo rojo por la figura del santo; se dice que después de hacer esto el pan se vuelve milagroso y cura cualquier enfermedad de la garganta.
- En Alloza (Teruel) se celebra san Blas con una gran hoguera en la plaza del pueblo, donde todos se calientan por el día con su lumbre y por la noche en la cena alrededor de buena carne a la brasa.
- En Torrubia del Campo (Cuenca) se celebra san Blas. Su tradición es la subasta de roscas (denominadas fideos) junto con la representación de moros y cristianos.
- En Buenasbodas (Toledo) se celebra misa, procesión y se bendicen panes de anises que se ofrecen a los asistentes. Las pujas (subasta) para llevar la imagen del santo en procesión, los lazos rojos para proteger la garganta. La hermandad de san Blas organiza las fiestas que comienzan el día anterior con la Candelaria.
- En Castillo de Bayuela (Toledo) se celebra san Blas. En esta localidad se ofrece a los niños al santo para que les proteja y les cure los males de garganta. Además, son muy típicas las rosquillas de san Blas, tradicionales en el municipio.
- En Caminreal (Teruel), se celebra la festividad de san Blas cada 3 de febrero con unas grandes fiestas populares.
- En Recas (Toledo), se celebra la festividad de san Blas con un procesión por las calles del pueblo.
- En Carrizosa (Ciudad Real), las familias que lo desean reparten pequeños panes conocidos como panecillos de san Blas hechos de harina, aceite de oliva y matalauva, bendecidos previamente. La tradición es que los niños vayan recogiéndolos por la mañana por cada una de las casas que los reparten.
- En Ciudad Real, el 3 de febrero por la tarde la procesión de san Blas recorre el centro de la ciudad, desde la Parroquia de san Pedro Apóstol.  La imagen actual del santo, tallada por Rausell y Llorens, salió en procesión por primera vez en 1946, y se venera durante el año en la capilla de Jesús Nazareno. Es tradicional adquirir las Caridades del Santo.
- En Miraflores de la Sierra (Madrid), la romería al Humilladero de san Blas recrea la expulsión de las tropas francesas durante la ocupación napoleónica. La leyenda cuenta que los mirafloreños, colgándose unos cencerros a la espalda, hicieron creer a los soldados que una estampida de ganado bravo iba hacia ellos, obligándoles a huir. En la actualidad "los perreros" representan aquellos hechos. Al término de los oficios religiosos se degustan las tradicionales patatas con bacalao.
- En Bembrive (Vigo, Galicia), se le conoce como San Brais. El día de su festividad simboliza la primera romería del año y por ello la pedanía de Bembrive se convierte en una de las romerías más importantes del sur de la provincia. Durante los días previos, multitud de "furanchos" (bares de vino y tapas), son abiertos para la degustación de tapas amenizadas con vinos típicos de la tierra. Multitud de bandas tradicionales de música gallega se dan cita en la parroquia y en los mismos "furanchos". Es costumbre juntarse en grupos numerosos en las propias casas de la zona para la degustación de un buen cocido gallego.
- En Mañufe (Gondomar, Pontevedra), cada 3 de febrero se celebra con gran devoción su fiesta en la Iglesia Parroquial, con misas cada hora desde las 8 de la mañana hasta las 8 de la tarde y gran misa solemne y procesión al mediodía y con la bendición del pan y alimentos al final de cada misa. También hay fiesta profana con charangas, orquestas y bailes.
- En Briallos (Portas, Pontevedra), cada 3 de febrero se celebra en Briallos la fiesta en honor a san Blas, conocido como San Brais. En la iglesia parroquial se celebran misas rezadas a lo largo de toda la mañana y parte de la tarde, a las que acuden devotos de los alrededores. La última misa de la tarde, solemne, atrae a multitud de devotos que participan en la procesión de velas acompañada por un Grupo de Gaitas y realizada por las inmediaciones de la iglesia. Es tradición bendecir el pan en la primera misa para ponerlo a disposición del público durante toda la jornada. Al final de cada acto litúrgico los devotos untan la garganta con aceite bendecido. Se observan puestos de productos típicos: polbo á feira, carne ao caldeiro, rosquillas, etc.
- En Torió (Cangas de Onís, Asturias), se festeja el primer sábado de febrero. Es una típica romería asturiana en la que se celebra una misa en honor a san Blas (en la que el párroco bendice cestas con rosquillas), seguida de la procesión del santo acompañada por grupos folclóricos y la tradicional puya' l ramu (subasta de panes y demás comestibles). Durante la subasta se reparten gratuitamente entre los asistentes las rosquillas bendecidas.
- En Candelaria (Tenerife), se venera una imagen suya en la llamada Cueva o Ermita de San Blas situada detrás de la Basílica de Nuestra Señora de la Candelaria (Patrona de Canarias). La escultura de san Blas, tallada en madera, es obra del escultor canario Fernando Estévez y cada año el 3 de febrero procesiona alrededor de la Plaza de la Patrona de Canarias.
- En Potríes (Valencia), el Porrat de Sant Blai. Es tradición visitar la Iglesia y pasarse la Reliquia de san Blas por la garganta.
- En Casavieja (Ávila), es costumbre que los zarramaches salgan por las calles de la población ataviados con sus trajes blancos, felpudos de esparto y cencerros, haciendo correr a los niños a los que quieren dar con una vara, mientras que estos les tiran naranjas.
- En Marmolejo y Porcuna (Jaén), se celebra a san Blas el 3 de febrero. Es costumbre comer rosquillas de pan bendecidas por el santo para curar y proteger de dolencias de garganta.
- En Arjonilla (Jaén) son típicas las roscas y rosquillas de san Blas, que son llevadas por los vecinos del pueblo a la parroquia para bendecirlas. Dice la tradición que una de las rosquillas hay que guardarla durante todo el año para que el santo proteja a los habitantes de la casa de posibles ahogamientos y les proporcione salud.
- En Jaén, se hace una novena y se culmina con la misa el día 3 de febrero; al término de ella se besa lo que se considera una reliquia del santo (un trozo de tibia). También se venden las rosquillas de san Blas (tipo de pan) en la misma Iglesia de la Magdalena, bendecidas con la reliquia del santo.
- En Ágreda (Soria) se celebra la Santa misa en honor de San Blas donde se venera la reliquia del Santo que preside la celebración. También  se bendicen los panecillos que en este día los vecinos de Ágreda comen en familia o con los amigos. En los panecillos se coloca una tortilla de patata, por eso, el día de San Blas es popularmente conocido en Ágreda como "el día de la tortilla".
- En Ólvega (Soria) se celebra la festividad del rollo de san Blas en la iglesia santa María la Mayor el 3 de febrero. Se bendice un rollo hecho de bizcocho y azúcar glas.
- En Cádiar (Granada), se celebra una novena y se bendicen estadales (cintas bendecidas que se ponen al cuello[8]) durante la novena del 2 de febrero. Además, se celebra una procesión en honor al patrón (san Blas) el 3 de febrero.
- En Dúrcal (Granada), se bendicen lazas para proteger a los niños de los males de garganta.
- En Gárgoles de Arriba (Guadalajara) se venera a su patrón san Blas, con misa, bollos típicos y baile. En este lugar de La Alcarria existía un monasterio fundado por don Juan Manuel en el lugar en que la tradición ubicaba la tumba del santo.
- En Moral de Calatrava (Ciudad Real) se celebra una popular romería, tradicionalmente el primer fin de semana de febrero, en un paraje donde se encuentra la ermita del santo a 4 km del municipio. Los romeros llevan del cuello la típica gargantilla bendecida, que es pasada por la capa del santo para la protección de la garganta; se celebra una misa en su honor y seguidamente es sacado en procesión por las inmediaciones de la ermita acompañado de decenas de romeros. Sigue esta tradición desde tiempos antiguos, en que los moraleños padecían muchas enfermedades de garganta debido a la excesiva humedad de las huertas. La celebración se prolonga con jornadas de romería adicionales conocidas como "ReSanBlas" y "Resanblasillo", que alcanzan el día lunes.
- En Dúdar (Granada) también se celebran las fiestas patronales en honor a san Blas. La festividad se realiza en fin de semana, siendo el día 3 de febrero la fecha referencia para señalar qué fin de semana se llevará a cabo esta celebración. Es típico regalar en la procesión del día del patrón, roscas de san Blas, las cuales tradicionalmente se utilizan para aliviar los dolores de garganta y curar los resfriados.

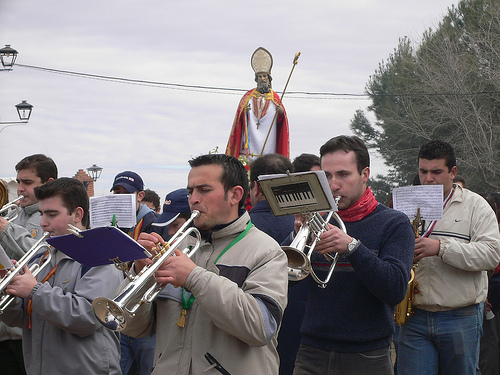
Procesión de San Blas (Moral de Calatrava)

- En Pamplona (Navarra) se celebra el tradicional mercadillo de san Blas en torno a la iglesia de san Nicolás. Se vende repostería artesana en general. Destacan los roscos anisados tradicionales asociados al santo, caramelos y tortas de txantxigorri (masa de pan, azúcar y el residuo frito de hacer manteca de cerdo durante la matanza o matatxerri). El acto principal es la misa y bendición de los roscos y dulces tanto del mercado, como los caseros aportados por los vecinos. Misa y bendición se repiten por toda la geografía navarra buscando la protección del santo para los males de garganta.
- En Ribaforada (Navarra) se celebra durante varios días la festividad en honor a su patrón san Blas. En los actos son tradicionales las hogueras, las actuaciones de orquestas y el reparto a todos sus habitantes del roscón bendecido.
- Milagro (Navarra) se celebra durante varios días, con una hoguera y reparto de roscos, nueces e higos. Es tradición dar tres vueltas a la hoguera para que san Blas te proteja de los dolores de garganta. Al día siguiente, 3 de febrero, el santo es portado por los kintos que cumplen 18 años por todas las calles del pueblo.
- En Mogarraz (Salamanca, Castilla y León) son típicas las romerías por las bodegas particulares de muchas de las casas de pueblo en las que se brinda por el santo.
- En Almonacid del Marquesado (Cuenca, Castilla-La Mancha) las fiestas en honor de san Blas están declaradas de interés turístico nacional:
  - fiestas de La Endiablada (con los conocidos diablos que llevan grandes cencerros colgados de la espalda) y fiesta de la Virgen de la Candelaria.
- En Almedíjar (Castellón), el primer fin de semana de febrero, se celebra con toros y disco móvil.
- En Bejís (Castellón),   El día 3 de febrero se celebra la festividad de San Blas, Patrón de Bejís, en la que se amasan los típicos “Rollos de San Blas” para bendecirlos en la iglesia. Así mismo también se amasa un rollo gigante adornado con dulces (Rollo de San Blas) que será rifado junto con otros productos típicos del pueblo que donan los vecinos y subastan los clavarios organizadores de la fiesta. La noche anterior a la fiesta los vecinos queman hogueras en las puertas de sus casas a la vez que se canta "hogueras a San Blas, que nos cure la garganta y todo lo demás" y asan una cena en sus rescoldos.
- En Llaurí (Valencia) se celebra una feria en su honor. Es costumbre bendecir roscos anisados y pasar pañuelos por la garganta de la figura del santo para que proteja a los fieles de las afecciones de garganta.
- En Robledo de Chavela (Madrid), el día de san Blas se realiza la Procesión de los Niños.
- En Abadiño (Vizcaya) se celebra una de las más importantes ferias agroganaderas del País Vasco. Cordones de algodón de diferentes colores son bendecidos antes de ser portados.
  - Esta tradición está extendida por toda Vizcaya, principalmente en Bilbao, donde los cordones se llevan a bendecir a la iglesia de san Nicolás.
- En toda la provincia de Salamanca (Castilla y León) se portan desde la víspera las gargantillas bendecidas, unas cintas de colores (con la imagen del santo grabada) que se anudan al cuello, recordando el patronazgo de Blas de Sebaste sobre los enfermos de afecciones de garganta. La gargantilla se quita el Martes de Carnaval y se quema el Miércoles de Ceniza.
  - Esta tradición tiene especial seguimiento en Santa Marta de Tormes y Garcihernández, de las cuales es el Patrón, y en la comarca de Ciudad Rodrigo.
- En Zarratón (La Rioja) San Blas es patrón del municipio. En su honor se realiza una procesión con danzas por parte del grupo municipal de danzas La Morenita. Este día es típico degustar tortas y rosco.
- En Éibar (Guipúzcoa, País Vasco) se elabora una «torta de san Blas» hecha de huevo, harina, azúcar, manteca o margarina, y levadura, amasado con semillas de anís (componente utilizado en medicina como expectorante para el catarro) o esencia de anís y horneando la masa. Se le da forma aplastada con borde de picos. Se cubre con un merengue hecho con clara de huevo a punto de nieve con azúcar glaseado, que imita la cobertura de nieve normal en esta época en el paisaje. La tradición obliga a que previamente sea bendecida para que cure la garganta. Se puede ver escultura en bronce ante la iglesia parroquial de San Andrés.
- En Sepulcro-Hilario (Salamanca), misa y procesión con la imagen de san Blas, engalanada de gargantillas a las que bendicen.
- En Entrena (La Rioja), misa y procesión con san Blas engalanado con cuatro roscos. Ese día no faltan ni las roscas ni los bollos bendecidos en las casas entreneras. Al final de la misa, en la iglesia se puede adorar un hueso, considerado la reliquia del brazo de san Blas. Las fiestas suelen durar dos o tres días y hay verbenas, teatro, degustaciones, etc.
- En Montehermoso (Extremadura) se celebra cada año la fiesta de Los Negritos de san Blas, declarada Fiesta de Interés Turístico Regional.
- En Riolobos, Cáceres.
- En Tarazona de la Mancha se danza un baile de palos llamado «los Matachines».
- En Caracuel de Calatrava (Ciudad Real) se celebran fiestas en honor al santo.
- En Serranillos (Ávila, Castilla y León) las fiestas del pueblo se celebran el día de san Blas y el 11 de septiembre.
- En Valdemorillo (Madrid) se celebran juntamente las festividades de la Candelaria y de san Blas.
- En Villalobón (provincia de Palencia).
- En Torrente (Valencia), en esta festividad se instalan puestos de artesanía, comida, frutos secos, tómbolas, etc., a lo largo de la calle Ramón y Cajal. Ese día se venden los típicos gaiatos (bastones de rosquilleta o de panquemao) y los sanblaiets, que se bendicen en la parroquia de san Luis Beltrán. Es también tradicional entrar en la iglesia para ponerse aceite sobre la garganta. En esta festividad los clavarios y clavariesas son niños pequeños que, junto a otros algo más mayores, representan el milagro de san Blas. El plato típico del día es el rossejat.
- En Albal (Valencia), San Blas es su Patrón. En la explanada de la Ermita se Santa Ana se instalan puestos de porrat, frutos secos tostados, dátiles y golosinas para los niños y también se venden buñuelos a favor del Sanatorio de Fontilles. Es tradicional entrar en la ermita para ponerse aceite bendecido sobre la garganta. En honor a San Blas se celebra la tradicional Fira de Sant Blai donde se da a conocer el comercio local. El fin de semana siguiente de realiza una Romería, desde el pueblo a la Ermita de Santa Ana, con la imagen de San Blas, finalizando el día con una Misa en honor al patrón y paella para los asistentes.
- En Alcácer (Valencia) son tradicionales los panecillos y el aceite para el mal de garganta.
- En Fresneda de la Sierra (Serranía Media-Campichuelo y Serranía Baja, Cuenca, Castilla-La Mancha). Se realiza una gran hoguera para pedir al santo protección para los males de garganta y se reparten rollos de caridad entre los asistentes a la celebración.
- En Villarejo Seco, de Cuenca, se celebra san Blas con el reparto de caridad y actividades culturales en su honor. Celebran también las fiestas de la Candelaria gracias al impulso por conservar sus tradiciones.
- En Villamanta, provincia de Madrid, se celebra su festividad el 3 de febrero, con una gran luminaria para la que se emplea leña de la dehesa del pueblo, y también se celebra una procesión al final de la cual se bendicen y subastan gargantillas de cera con cintas de colores, que han sido previamente ofrecidas al santo.
- En Torrejón de Ardoz, Orusco de Tajuña, Ambite... (Madrid), toda esa zona en general, la festividad de san Blas es conocida también como "el día de la tortilla", y era tradición el 3 de febrero salir al campo, en especial los niños, a comer tortilla de patata. Actualmente es una costumbre que se sigue manteniendo, gracias al entorno docente que siguen haciendo salidas a comer tortilla de patata, con los alumnos, realizando incluso concursos entre los padres de los mismos.
- En Polícar (Granada), en la víspera de san Blas se hacen los tradicionales chiscos granadinos. Consiste en ir al campo a recoger leña y las típicas bolisnas para, a la caída de la tarde, hacer lumbres o chiscos en diferentes lugares del pueblo. Es costumbre que los vecinos se junten en el chisco para comer y asar productos de la tierra, sobre todo de la matanza, beber el buen vino del pueblo y comer rosetas.
- En Calanda (Teruel) se celebra a san Blas el fin de semana anterior a su festividad. La celebración incluye una procesión desde la ermita hasta la iglesia donde culmina con una misa.
- En Luzaga (Guadalajara) la tarde del 2 de febrero se lleva en procesión la imagen de san Roque desde la parroquia de Luzaga, donde permaneció desde el 15 de agosto, hasta la ermita de Albalate de Tajuña. Allí se deja la imagen en un altar, se levanta en las andas la imagen de san Blas, y se regresa con ella a Luzaga. Al llegar al Altillo de la Salve se reza un Padrenuestro, orientándose hacia los pueblos respectivos, a san Marcos por Villaverde del Ducado (aunque su patrón es san Blas), a la virgen de Océn, patrona de Hortezuela de Océn, y a santa Bárbara, patrona de Cortes, y finalmente una Salve a nuestra patrona, la virgen de la Quinta Angustia. El día 3 se saca en procesión por las calles de la villa.
- En Añover de Tajo (Provincia de Toledo), el 3 de febrero y los fines de semana próximos se realizan romerías en la zona conocida como Los Arenales. Anteriormente la gente se reunía en las cercanías del Cerro san Gregorio. El menú tradicional incluye la típica rosca de san Blas. Sin embargo, muchas familias se reúnen alrededor de una hoguera para preparar una barbacoa. Los jóvenes suelen pasar la noche en el cerro al calor del fuego.
- En Tolocirio, (Segovia), se celebran las fiestas patronales en honor a san Blas el primer fin de semana del mes de febrero. Es tradición hacer una gran hoguera y, por la noche, una fiesta de disfraces. Al día siguiente, se celebra misa en honor al santo, seguida de una procesión por las calles del pueblo, con baile de jotas y posterior bendición de las cintas que se colocan en la imagen.
- En Castejón (provincia de Cuenca), se celebra a san Blas como santo patrono, con una misa solemne y procesión en su honor por las calles del pueblo, procediéndose a subastar al regreso de su imagen a la Iglesia, el honor de acompañar sus andas para introducirlo en ella nuevamente; el día anterior 2 de febrero se festeja a la Virgen de la Candelaria con otra misa y desfile procesional.
- En Jerez de la Frontera (Cádiz), se celebra la festividad de san Blas con un triduo[9] y función principal eucarística junto a la de la bendición de las famosas "Rosquillas de san Blas" en la Iglesia del Señor san Mateo donde se le da culto y arrastra devociones desde todos los lugares de la provincia de Cádiz y de lugares del resto de España. También se realiza una procesión de gloria a su bendita imagen como santo patrón y mártir en su festividad del día 3 de febrero o en la mañana del domingo (día) más próximo a este.[10]
- En Navarrete (La Rioja) se celebra con una Misa solemne en la iglesia parroquial a la que se llevan a bendecir toda clase de alimentos y dulces pidiendo la protección del santo.  Aunque la tradición manda bendecir unos bollos de chorizo o chocolate que se preparan este día. La Misa termina con la bendición con la reliquia, del brazo del santo que posee la parroquia.
- En Páganos pueblo perteneciente a Laguardia (Rioja Alavesa) se celebran las fiestas patronales que se inician con una Salve en la iglesia, seguida de una hoguera de la que disfrutan los vecinos bebiendo vino caliente y repartiendo cordones bendecidos por el santo, que protegerán a quienes los lleven de los males de garganta. En el segundo día, tras la celebración de la Misa se procesiona al santo y se bendicen los roscos y cachetes. Tradicionalmente los vecinos y todo aquel que quiera unirse bailan el Chulalai, un antiguo baile de origen paganés, en el que los danzantes bailan en corro y chocan las caderas entre sí.
- En Burriana (Castellón) se celebra la Font del ví, una fuente de seis caños que emana vino para todas las personas que se acercan hasta allí, también se reparten bocadillos de morcilla y longaniza que en la zona de Castellón se llaman "Blanc i Negre" junto con el zumo de naranja. Cerca de la Font del ví (situada en la calle Sant Blai) se elaboran calderas. Desde el año 2015 se celebran las «paellas de Sant Blai».
- En Estivella (Camp de Morvedre, Valencia) es patrón desde el siglo XVIII. El 3 de febrero, después de la misa, se bendice aceite que los asistentes se ponen en la garganta y se bendicen las calderas; se reparten coquetes de Sant Blai, bendecidas también. En la iglesia se conserva una reliquia.
- En Torralba de los Frailes (Zaragoza) se mantiene esta tradición centenaria. La imagen del "santo" se sortea anualmente entre los Cofrades, el premio: poder disfrutar de la figura durante todo el año. También obliga a organizar la Fiesta en torno a san Blas al siguiente ejercicio, con el apoyo de otros cargos. El evento se mueve entre lo religioso y lo pagano, se financia mediante la subasta de bienes aportados por vecinos, y lo que resta, a "escote" entre los cofrades. Todavía se realizan los tradicionales pasos de lista, por parte de la autoridad eclesiástica, con objeto de certificar la asistencia de los componentes de la Cofradía a todos los actos, penalizando con "pinchazos", sanciones económicas, en caso de ausencia. El santo es venerado y "bailado" por cargos, cofrades y vecinos.
- En Gargüera de la Vera (Cáceres)  se celebra la festividad de san Blas (patrón del municipio) con la clásica procesión, misa y subasta de brazos de las andas en la plaza.
- En Escañuela, Jaén, se culmina con San Blas las Celebraciones de la Candelaria. El día dos de febrero se bendicen las candelas con la Virgen de Alharilla ataviada para la ocasión y se presentan ante la imagen los niños bautizados ese año. Se hace una pequeña procesión y se encienden las candelas o chiscos de la Candelaria, hogueras en las calles donde se cantan y se bailan los melenchones, canciones picarescas. Estas fiestas están documentadas en el siglo XVIII. Al día siguiente se celebra la misa de San Blas donde se bendicen roscas de pan. Es costumbre guardar parte de las roscas durante todo el año para protegerse de los males de garganta , y así culmina la Fiesta de Candelaria de Escañuela.

##### Celebraciones asociadas a otras fechas
- En Escucha (Teruel) se celebra al patrón san Blas el primer fin de semana de febrero y es típico hacer una hoguera.
- En Sax (Alicante), entre el 1 y el 5 de febrero se celebran las fiestas de Moros y Cristianos (en honor a san Blas).
- En Bocairente (Valencia) del 1 al 6 de febrero se celebra la fiesta de Moros y Cristianos (en honor a san Blas).
- En Moral de Calatrava (Ciudad Real), se celebra una romería en honor a san Blas todos los primeros fines de semana de febrero; es tradición comprar gargantillas y, estas bendecidas, se pasan por la capa del santo para la protección de la garganta durante todo el año.
- En Santa Eufemia (Córdoba), el 3 de febrero se realiza el tradicional canto de la aurora a los hermanos de la cofradía. Posteriormente, esa misma mañana se realiza la procesión.
- En Autol (La Rioja), se realiza la bendición de los barzones y las "ristras de caza". Después de la misa solemne, el cura bendice los barzones (bollos dulces, típicos de Autol y de esta fiesta) y la caza que han podido capturar los cazadores para la ocasión (que procuran conseguir los mejores trofeos que la naturaleza les ofrece). El barzón es una especie de pan dulce que debe su nombre a la forma que evoca la pieza,[11] del mismo nombre, por la que se introduce el timón del arado, quedando mediante un ramal enganchado al yugo.
- En Sabero (León) se cuelgan ristras de frutas de la imagen del santo que después se reparten entre los presentes.
- En Carrascal del Rio (provincia de Segovia) se celebra San Blas haciendo una procesión por el pueblo y un vino Español seguido del concurso de Brisca y Mus.
- En Peñalver (Guadalajara) se celebra la Botarga de san Blas.
- En Altea (Alicante) se celebra el "Mig Any" festero en honor a san Blas el siguiente fin de semana a la festividad. Entre los actos destaca la romería con la imagen del santo junto con los tradicionales "rollos" para su posterior bendición.
- En Cervatos (Cantabria) se celebra desde tiempos inmemoriales, teniendo lugar la bendición de los "cordones de san Blas", que se llevarán en el cuello durante 9 días a partir del día 3 de febrero inclusive, siendo a continuación quemados, con lo que los devotos quedan protegidos de las enfermedades que pudieran afectar a su garganta.
- En Aguete (Galicia)
- En Fresneda de la Sierra (Cuenca) se hace una gran hoguera la noche  del 2 de febrero. El día  3 misa y reparto de caridad (roscos de anís).
- En Santiago de Compostela (La Coruña) en la Colegiata de Sar, tiene lugar cada 3 de febrero una de las romerías mas antiguas y con más devoción de la ciudad. Durante el día 1,2 y 3 de febrero miles de romeros se acercan a la capilla sita a la entrada del recinto de la colegiata en una celebración mucho arraigo en el barrio y en la ciudad. El día 3 tiene lugar la tradicional bendición de los panes y de las gargantas y la procesión con la imagen del santo. También tiene lugar la bendición con la reliquia del santo que se guarda en dicha parroquia. Para los compostelanos es la primera fiesta grande del año.

## Santo patrono
San Blas es el santo patrono de la República del Paraguay, de la ciudad de Dubrovnik en Croacia, y de varias localidades españolas y costarricenses, entre otras.

### En Paraguay
San Blas es el santo patrón del Paraguay. Es probable que su patronazgo haya surgido a raíz de la protección que los españoles atribuyeron a San Blas en una batalla con los nativos en el fuerte de Corpus Christi, fundado por Juan de Ayolas. En razón de la oportuna llegada de refuerzos provenientes de Buenos Aires, los españoles rechazaron el ataque de los indígenas el 3 de febrero de 1539, en coincidencia con la festividad de San Blas. Se propagó la noticia de que triunfo español se debió a la aparición, sobre el torreón de la fortaleza, de un hombre vestido de blanco portando una espada resplandeciente en la mano, lo cual se asoció al santo.
- Ciudad del Este-Alto Paraná, la segunda ciudad más importante del país.
- Villarrica- Guairá, oratorio en honor a San Blas. Estatuilla traída a la ciudad de Villarrica desde Asunción durante la guerra de 1865-70 por la familia López, la que en su nombre edificó dicho oratorio. Cada 3 de febrero se realiza en los jardines del mencionado oratorio un almuerzo comunitario brindado por la familia a la comunidad Guaireña, esto se viene realizando desde esa fecha hasta hoy en día.
- Ciudad de Itá- Departamento Central: las características de los pueblos del interior, así como su identidad cultural o folclórica y la continuidad de la tradición española, se manifiestan con la función patronal. En Itá, el recordatorio popular del patrono San Blas comienza 9 días antes del 3 de febrero de cada año, durante los cuales se reza el rosario que comienza con las campanas de la Iglesia al mediodía acompañados de las estruendosas explosiones de bombas, cohetes, etc., como anuncio del inicio de la Fiesta Patronal. Itá es actualmente el centro principal, santuario del pueblo paraguayo a San Blas.
- Piribebuy es otra ciudad en que se desarrollan devociones al santo, con la concurrencia de miles de personas en ocasión de su novena. La imagen fue traída de España en 1809 por Cristóbal Olivella , quien se unió a una mujer de este poblado llamada Juana Bautista Acosta, de esa unión nació una niña llamada María José Olivella. En 1813, Olivella recibió la orden de abandonar el país dejando la imagen a cargo de su hija Ma. José Olivella. Durante la guerra de la triple alianza la imagen de San Blas fue a parar a Caraguatay de donde fue recuperada por la Sargenta Venancia Acosta, desde allí hasta hoy día miles de promeseros vienen junto a la imagen de San Blas, algunos vestido con su Capa roja y Mitra gentes de todas las edades y en diferentes medios de transporte (carreta, caballos, caminando etc.) hasta el oratorio del Señor San Blas protector de la garganta y Patrono del Paraguay
- Los paraguayos que se encuentran lejos de su tierra, recuerdan esta festividad visitando y/o participando de una misa de una iglesia cercana bajo esta advocación o aquella que le es más significativa por motivos sentimentales, afectivos o históricos. Si alguna institución paraguaya lo tiene como patrono, además de participar de una misa, se realiza una procesión con la imagen del santo en una iglesia.

### En España
Entre otras localidades se cuentan por orden alfabético:
- Ajalvir
- Albal
- Albalate de las Nogueras
- Albalate de Zorita
- Aldeanueva del Camino
- Alegría de Álava
- Almatret
- Alpuente
- Altea
- Aracena
- Arroyo Morote
- Ateca
- Autol
- Bareyo
- Bejís
- Benaguacil
- Benamejí
- Benaocaz
- Boada de Roa
- Bocairente
- Buenasbodas
- Burriana
- Cádiar
- Calmarza
- Castejón
- Castilforte
- Cazalilla
- Chella
- Colmenar
- Corporario
- Cubas de la Sagra
- Dúrcal
- Entrena
- Ferreras de Arriba
- Fuensalida
- Gestalgar
- Gargüera de la Vera
- Gomecello
- Hornillos de Cerrato
- La Adrada
- La Montaña
- La Salzadella
- La Seca
- Líjar
- Lituénigo
- Los Abrigos
- Los Yébenes
- Milagro
- Mochales
- Mogarraz
- Monforte de Moyuela (Teruel)
- Morente
- Navas de Bureba
- Páganos
- Palazuelo de Órbigo
- Pelayos de la Presa
- Perales de Tajuña
- Peralta
- Poveda
- Ribaforada
- Ruzafa
- San Millán de los Caballeros
- Sandoval de la Reina
- Santa Eufemia
- Santiago de la Ribera
- Sax
- Sepulcro-Hilario
- Serranillos
- Tapiela
- Tobar
- Tolocirio
- Torrente
- Urrácal
- Valdecañas de Tajo
- Valdemorillo
- Valdevimbre
- Valencia del Ventoso
- Villahermosa del Río
- Villalazán
- Villanueva de Carazo
- Villarrobledo
- Víznar

### En Croacia

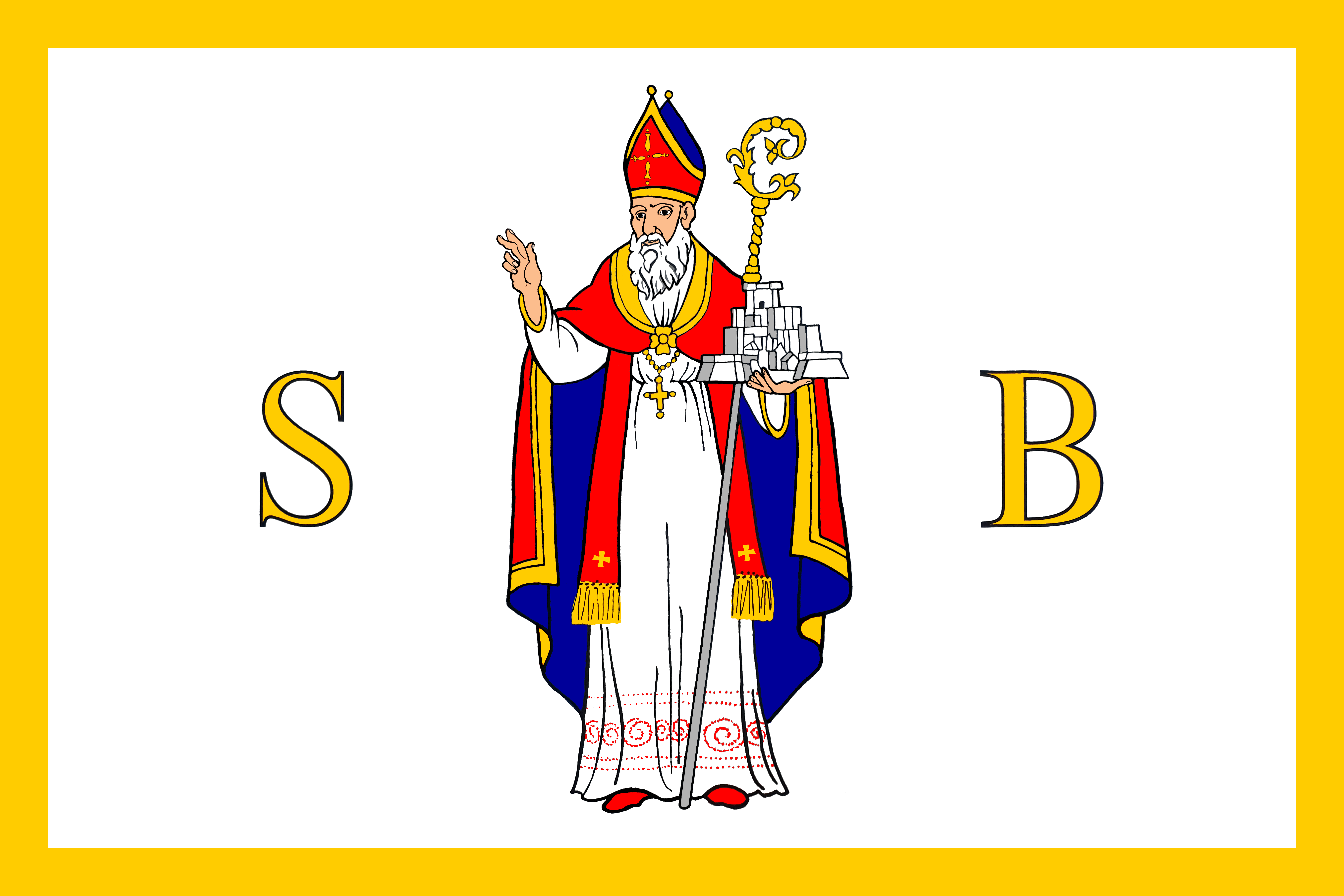
Bandera de Dubrovnik, con la imagen de San Blas.

- Dubrovnik. En esta ciudad, la festividad de San Blas es emblemática y casi milenaria, ya que se inició probablemente antes de 1190. Esa festividad se incorporó en 2009 a la lista del patrimonio cultural inmaterial de la Humanidad por la UNESCO.[4]

### En Colombia
- Morroa (Departamento de Sucre). Es costumbre realizar una procesión el 3 de febrero, que congrega a todos los nativos y residentes y es la ocasión para que los nativos residentes en otras ciudades del país o en el extranjero vengan con gran devoción a rendirle un homenaje a su santo patrón. Cabe mencionar la parroquia de San Blas, obispo y mártir, ubicada en la Diócesis de Sincelejo, en Sucre Departamento al Norte de Colombia, zona Costera, donde la celebración se extiende hasta el 4 de febrero con juegos pirotécnicos y una fiesta con porros y fandango, en donde participan hasta el amanecer multitudes de creyentes y devotos especialmente médicos y personas jóvenes que han sido sanadas de problemas en sus gargantas o a quienes se les ha devuelto la voz.

### En Costa Rica
- Nicoya (Provincia de Guanacaste). Es en la Iglesia de San Blas de Nicoya, la más antigua de Costa Rica, erigida en 1544. Las Fiestas de la localidad son en honor a San Blas.  Es costumbre realizar una procesión de la comunidad de Nambí hasta Nicoya centro el 1 de febrero, y el 3 de febrero se realiza la Misa Solemne con la presencia del Obispo Diocesano y luego la procesión con la imagen por las calles de la localidad. Al término de la procesión se tiene por costumbre repartir el Pan de San Blas a los feligreses, el cual es bendecido por el Señor Obispo. El día 4 de febrero se realiza la Misa de la Salud en la cual se unge el óleo de los enfermos a los fieles que padecen enfermedad. Cabe mencionar también a la parroquia de San Blas, obispo y mártir, ubicada en la Diócesis de Cartago, en la provincia homónima, en Costa Rica.

### En Italia
- Maratea (Provincia de Potenza). Es costumbre realizar una procesión de La antigua Maratea hasta La Maratea actual.

## Oración a San Blas
¡Oh!, glorioso San Blas, que con vuestro martirio habéis dejado a la Iglesia un ilustre testimonio de la fe, alcanzadnos la gracia de conservar este divino don, y de defender sin respetos humanos, de palabra y con las obras, la verdad de la misma fe, hoy tan combatida y ultrajada.
Vos que milagrosamente salvasteis a un niño que iba a morir desgraciadamente del mal de garganta, concedednos vuestro poderoso patrocinio en semejantes enfermedades; y sobre todo obtenedme la gracia de la mortificación cristiana, guardando fielmente los preceptos de la Iglesia, que tanto nos preservan de ofender a Dios. Así sea...

## Refranero
El refranero español es pródigo en frases y sentencias de uso común que hacen referencia a Blas de Sebaste:
- «Por san Blas la cigüeña verás, y si no la vieres: año de nieves». Hace referencia a la llegada de las cigüeñas a España, que se produce a principios de febrero excepto en años muy fríos.
- «Por San Blas las cigüeñas verás, y si no las vieres mal año esperes». Refrán en parte contradictorio con el anterior, y que anuncia que los fríos pueden prolongarse más de lo deseable para el campo.
- «Por san Blas, hora y media más». Refiere que en la fecha de la festividad de Blas de Sebaste, transcurrido casi un mes y medio de invierno, la duración del día es manifiestamente más prolongada. En algunos lugares «Por San Blas, una hora más».[13]
- «Por san Blas, el besugo atrás». Refrán muy popular en el País Vasco, y que avisa que ha terminado la temporada ideal para consumir este pescado.
- «San Blas bendito, cúrame la garganta y el apetito».
- «San Blas, tú me llamarás». Refiere que la afección de garganta provocará en el propio fiel el recordatorio del santo.
- «San Blas, San Blas, que se ahoga este animal». Cuando alguien se atraganta mientras se le da en la espalda para que se le pase. Este refrán es muy típico en Alhama de Granada.
- “San Blas, San Blas, que en la olla hay más”. Cuando una persona se atraganta comiendo (refrán argentino).